# スタージ・ウェーバー症候群
スタージ・ウェーバー症候群（スタージ・ウェーバーしょうこうぐん、英: Sturge–Weber syndrome）とは、皮膚神経疾患の一つで、三叉神経領域の血管腫などを主徴とする。

## 概要
1879年、sturgeが初めて報告した。症状として三叉神経領域に出る血管腫、眼症状として牛眼、緑内障がみられる。

## 画像所見
CT所見にて頭蓋内石灰化所見、MRIにて患側の萎縮、白質と灰白質の境界不明瞭がみられる。